# زاکسون‌گرده
زاکسون‌گرده زاکسونی (نام علمی: Saxonipollis saxonicus) نام یک گونه منقرض شده از تیره ژاله‌پوشان است.
این گیاه احتمالاً گوشت‌خوار بوده است. این گیاه تنها از گرده‌های فسیلی یافت شده در ذخایر ائوسن آلمان‌شرقی شناخته شده‌است. نام زاکسن به ایالت زاکسن آلمان اشاره دارد. گرده زاکسن یا نیای چرخ‌آب‌ها یا خویشاوند نزدیک آن‌ها بوده است.